# Berta Hucková
Berta Hucková (2. prosince 1857, Třeboň – 12. července 1887, Třeboň) byla dcerou zakladatele třeboňských lázní Václava Hucka. Berta byla iniciátorkou jejich založení a sama se významně podílela na jejich koncipování. Třeboňské Bertiny lázně nesou její jméno.

## Život Berty Huckové
Berta, pokřtěná Berta Františka Barbara, se narodila učiteli Václavu Huckovi a jeho manželce Marii Huckové, rozené Hermanové, která pocházela z Vodňan. Václav Hucek byl významným organizátorem a účastníkem kulturního a společenského života ve městě. V tom mu již od mládí pomáhala i Berta, především v pěveckém spolku Pěslav.
Berta Hucková sice nevynikala půvabným zjevem a krásou, třeboňské měšťanské dcerky však převyšovala svým vzděláním a rozhledem. Patřila k emancipovaným dívkám a ženám druhé poloviny 19. století. Uměla česky a německy, a také francouzsky, a to tak dobře, že mohla dávat soukromé hodiny. Velmi dobře hrála na housle a na klavír hrávala i na veřejnosti, kde rovněž zpívala. Ochotnicky vystupovala na divadle již od svých deseti let.
Věnovala se i dobročinné činnosti. Byla aktivní členkou Národní jednoty pošumavské, spolku, který podporoval českou menšinu v pohraničí.
Nejvýznačnějším přínosem Berty Huckové je ale její účast na založení třeboňských lázní, které jsou spojeny s jejím jménem a od nichž se odvíjí novodobá třeboňská lázeňská tradice.
Krátké vážné nemoci (zánět mozku) Berta Hucková náhle podlehla v pouhých 29 letech. Spolu se svými rodiči je pohřbena v rodinné hrobce na třeboňském hřbitově u sv. Alžběty.

## Bertiny lázně
Na svých cestách s matkou se Berta seznámila s účinky rašeliny v západočeských lázních a rodina začala uvažovat o možnosti zřídit léčebný ústav i v Třeboni. Poté co Bertin otec nechal rozbory ověřit, že třeboňská rašelina je účinnější než mariánskolázeňská, se Berta stala hlavní iniciátorkou založení lázní v Třeboni. Oporu našla ve svém otci, který byl i schopný podnikatel. V září 1881 nechal strhnout zahradní restauraci, kterou dříve postavil na pozemku v dnešní Tylově ulici, který mu patřil již od roku 1869. 1. října 1881 si podal žádost u purkmistrovského úřadu v Třeboni spolu s plánem lázeňské budovy, který zhotovila dcera Berta na základě vyměření prostoru na němž se také podílela. Inspirací pro budovu, navrženou v novorenesančním stylu, byl Bertě dům, který viděla v Plzni. Hlavní patrová budova byla situovaná podél Zlaté stoky a doplněna dvěma rozbíhajícími se bočními trakty. Celek obsahoval pokoje, kabiny pro vanové koupele, kuchyň, prádelnu a další nezbytné zázemí lázní.
Základní kámen byl položen 4. října 1881 a objekt byl zkolaudován 27. října 1882. Ještě předtím se do něj Huckovi nastěhovali. Povolení i bezplatné těžbě rašeliny získal Václav Hucek od knížete Schwarzenberga 16. prosince 1882. Po vysvěcení 21. prosince 1882 se jako první v lázních vykoupali Václav Hucek a jejich stavitel Josef Záruba. V následujících dnech využívali lázní další hosté z Třeboně a okolí. Otevření slatinných lázní pro veřejnost se uskutečnilo 19. května 1883 a lázně si rychle získávaly klientelu z domova i vzdálené ciziny. Manželé Václav a Marie Huckovi provozovali lázně až do roku 1909, kdy je převedli na svojí neteř Rozalii Vlčkovou.

### Název Bertiny lázně
Jak vzpomíná třeboňský rodák Josef Šusta, pojmenování Bertiny lázně zvolil Václav Hucek po své zesnulé dceři. Tento název se užíval ještě počátkem 20. století.
Prostý název Lázně nesl lázeňský dům u Zlaté stoky čp. 286 až do roku 1938, kdy ho Rozalie Vlčková prodala městu Třeboň. Tehdy se znovu nakrátko objevilo pojmenování Bertiny lázně, ale nevžilo se a převládl název Městské lázně. Název Bertiny lázně nese tento lázeňský komplex od r. 1992, kdy jej město získalo zpět od státu.